# Fredensborg-Humlebæk
Fredensborg-Humlebæk is een voormalige gemeente in Denemarken. De oppervlakte bedroeg 72,01 km². De gemeente telde 20.024 inwoners waarvan 9767 mannen en 10.257 vrouwen (cijfers 2005). Fredensborg-Humlebæk telde in juni 2005 437 werklozen. Er waren 7148 auto's geregistreerd in 2004.
Op 1 januari 2007 is de gemeente overgegaan in de nieuw gevormde gemeente Fredensborg.
- Virtual International Authority File: 125176799